# Ecitonidia wheeleri
Ecitonidia wheeleri (лат.) — вид мирмекофильных стафилинид из подсемейства Aleocharinae. Северная Америка.
Мелкие коротконадкрылые жуки. Длина тела от 2,5 до 3 мм. Пронотум с глубоким продольным срединным швом. Голова с крупными пунктурами. Надкрылья грубо сетчатые. Глаза равны примерно одной трети длины головы. Усики 10-члениковые.
Число члеников лапок на передней, средней и задней парах ног соответственно равно 4-5-5 (формула лапок). Ассоциированы с кочевыми муравьями вида Neivamyrmex nigrescens (Cresson) из подсемейства Ecitoninae.
Вид был впервые описан в 1900 году энтомологом Эрихом Васманном (Erich Wasmann; 1859—1931) и назван в честь американского мирмеколога Уильяма Уилера (США).
- Ecitonidia wheeleri